# Victor Iturria
Pour les articles homonymes, voir Iturria.
Victor Iturria, né le 22 octobre 1914 à Bassussarry (Pyrénées-Atlantiques) et mort pour la France le 25 août 1944 au Gâvre (Loire-Atlantique), est un militaire français, fait compagnon de la Libération à titre posthume par un décret du 29 décembre 1944. 
Pendant la Seconde Guerre mondiale, il s'illustre dès 1940 lors de la bataille de France, durant laquelle il est blessé. Il rallie ensuite la France libre du général de Gaulle et est breveté parachutiste en 1941. Il participe aux combats des FFL au Moyen-Orient (1941) et en Afrique du Nord (1942). avant d'être parachuté en France où il est tué en Loire-Inférieure peu après la libération de Nantes (12 août), dans une embuscade tendue dans la forêt du Gâvre, près de la limite entre les communes du Gâvre et de Blain.

## Biographie

### Origines familiales et jeunesse
Victor Iturria naît le 22 octobre 1914 à Bassussarry, dans les Pyrénées-Atlantiques (alors appelées Basses-Pyrénées) dans une famille d'agriculteur. Dixième d'une fratrie de douze enfants, il se laisse parfois aller à de petits actes de contrebande afin de subvenir aux besoins de sa famille qui a quitté Bassussarry pour le village de Sare. 
Tailleur de pierre doté d'une excellente condition physique, il s'illustre régionalement grâce à ses talents en pelote basque. 
Il effectue son service militaire de 1934 à 1936 au 20e régiment de dragons à Limoges.

### Seconde Guerre mondiale
Lors du déclenchement de la Seconde Guerre mondiale en septembre 1939, Victor Iturria est mobilisé au 2e régiment de hussards, lequel est aussitôt dissous pour former plusieurs groupes de reconnaissance de corps d'armée ou de division. 
Après la drôle de guerre, il est muté au 4e régiment de dragons avec lequel il est engagé dans la bataille de France. Caporal et tireur sur canon antichar de 25mm, il s'illustre particulièrement le 23 mai à Souchez lorsqu'il détruit sept chars allemands. Il reçoit une citation pour cette action dans laquelle il est grièvement blessé. Évacué de Dunkerque, il est transféré vers un hôpital d'Angleterre. Immobilisé pendant plus d'un mois, c'est sur son lit d'hôpital qu'il apprend la nouvelle de l'armistice du 22 juin 1940 et prend connaissance de l'appel du général de Gaulle.
Dès son rétablissement en juillet, il s'engage dans les forces françaises libres et rejoint les rangs de la 1re compagnie d'infanterie de l'air (1re CIA) sous les ordres du capitaine Georges Bergé. L'unité est envoyée en stage parachutiste à Ringway et Victor Iturria fait la démonstration de ses aptitudes physiques et également de son excellence dans le lancer de grenade, impressionnant même Winston Churchill, en visite d'inspection, en lançant un projectile dans un béret placé à cinquante mètres,. Obtenant son brevet de parachutiste le 21 février 1941, Iturria embarque avec son unité le 21 juillet suivant en direction du Moyen-Orient. En septembre, la 1re CIA devient le peloton parachutiste du Levant puis, passant dans l'armée de l'air, la 1re compagnie de chasseurs parachutistes des forces aériennes françaises libres (1re CCP). L'unité stationne à Beyrouth puis à Damas avant de partir pour Kabret, au bord du canal de Suez, en janvier 1942. La 1re CCP est alors intégrée aux Special Air Service du major Stirling et devient le French Squadron.
Promu caporal-chef le 1er mai 1942, Victor Iturria se distingue avec son unité lors de nombreuses actions menées en en Égypte et en Libye contre les positions allemandes. Le 12 juin, sous les ordres de l'aspirant Zirnheld et en compagnie de Philippe Fauquet, il participe à l'attaque de l'aérodrome de Berka-3 près de Benghazi où sa désormais légendaire précision au lancer de grenade permet de neutraliser rapidement les sentinelles protégeant les avions ennemis,. Il prend part, tout au long de l'été 1942, à de nombreuses autres actions en Libye, en Tunisie et en Crète, participant à la destruction de plus de 400 avions allemands et italiens. Le 1er septembre, il est promu sergent. En janvier 1943, au départ du Caire, il part avec ses camarades pour un raid de plus de 3 000 kilomètres les menant jusqu'en Tunisie. Sous les ordres du sous-lieutenant Legrand, il participe à la destruction des voies de communication en arrière de la ligne Mareth,. En février à Alger, le sergent Iturria reçoit la médaille militaire des mains du général Giraud.
Peu de temps après, il retourne en Angleterre où il est promu sergent-chef le 16 juin. En juillet, le French Squadron devient le 1er bataillon d'infanterie de l'air, renommé en novembre suivant 4e bataillon d'infanterie de l'air (4e BIA). Entraîné avec son unité dans la perspective de futures actions sur le territoire français, il devient lui-même instructeur. Le 1er avril 1944, le 4e BIA est renforcé et devient le 2e régiment de chasseurs parachutistes (2e RCP). Le 3 août, Victor Iturria est parachuté en Bretagne. Il participe à la réduction de la poche de Lorient en prenant part à l'attaque de cette ville puis de Quiberon quelques jours plus tard. Descendant ensuite vers Nantes avec le 2e RCP, il effectue des patrouilles le long de la Loire.

### Mort et funérailles
Le 25 août 1944, il tombe dans une embuscade allemande tendue en bordure de la forêt du Gâvre, alors qu'il se dirige vers Blain sur la route de Redon à Nantes (actuelle RD 164). Au cours de cet accrochage, lui et un camarade sont tués par une rafale de mitrailleuse. 
Rapatrié au pays basque, il est inhumé dans son village de Sare.

## Décorations
|  |  |  |  |  |  |
|  |  |  |  |  |  |
|  |  |  |  |  |  |
|  |  |  |  |  |  |

| Chevalier de la Légion d'honneur           | Chevalier de la Légion d'honneur           | Compagnon de la Libération                                           | Compagnon de la Libération                                           | Médaille militaire                                      | Médaille militaire                                      |
| Croix de guerre 1939-1945 Avec deux palmes | Croix de guerre 1939-1945 Avec deux palmes | Médaille des blessés de guerre Avec deux étoiles                     | Médaille des blessés de guerre Avec deux étoiles                     | Médaille de la Résistance française Avec rosette        | Médaille de la Résistance française Avec rosette        |
| Médaille coloniale Avec agrafe "Libye"     | Médaille coloniale Avec agrafe "Libye"     | Médaille commémorative des services volontaires dans la France libre | Médaille commémorative des services volontaires dans la France libre | Médaille commémorative française de la guerre 1939-1945 | Médaille commémorative française de la guerre 1939-1945 |
| Military Cross (Royaume-Uni)               |                                            |                                                                      |                                                                      |                                                         |                                                         |

## Hommages
- La 300e promotion de l'École nationale des sous-officiers d'active (2014-2015) a été baptisée en son honneur[8].
- À Sare, sur les murs du fronton de pelote basque, un monument en son honneur a été érigé, le représentant à la fois en soldat et en pelotari[9]. Son nom est également inscrit sur le monument aux morts de la commune[10].
- À Plumelec, son nom est inscrit sur le monument aux parachutistes SAS de la France libre[11].
- Au Gâvre, une stèle commémorative a été érigée sur les lieux de sa mort[12].

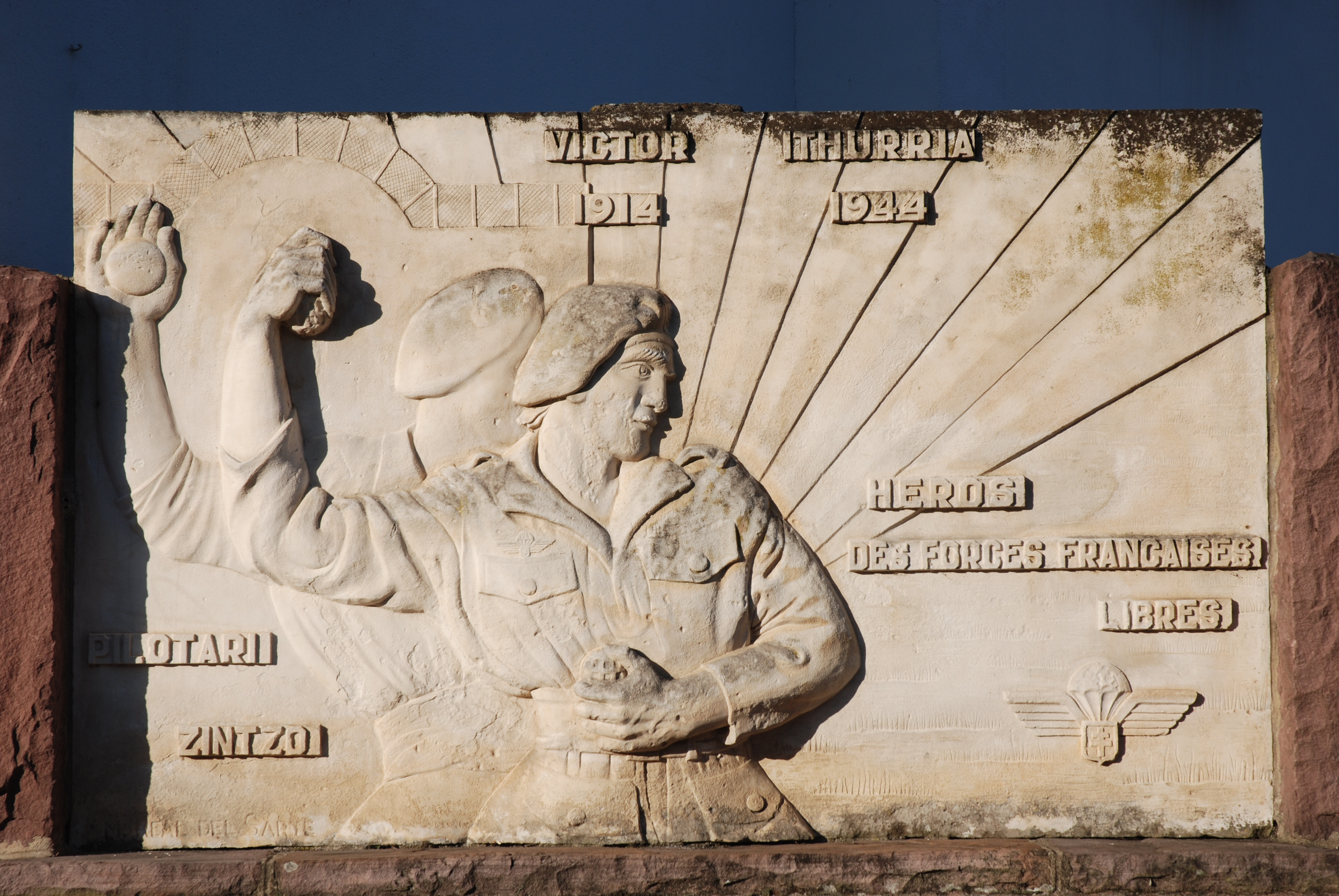
Monument sur le fronton de pelote basque de Sare.
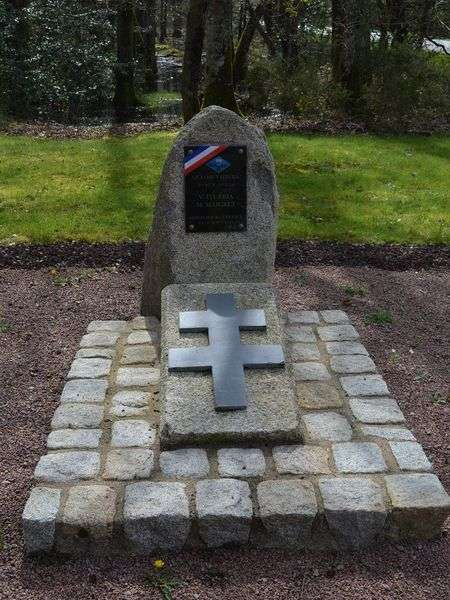
Stèle commémorative au Gâvre.